# Panurginus labiatus
Panurginus labiatus är en biart som först beskrevs av Eduard Friedrich Eversmann 1852.  Panurginus labiatus ingår i släktet bergsbin, och familjen grävbin. Inga underarter finns listade i Catalogue of Life.